# Oxo (marchio)

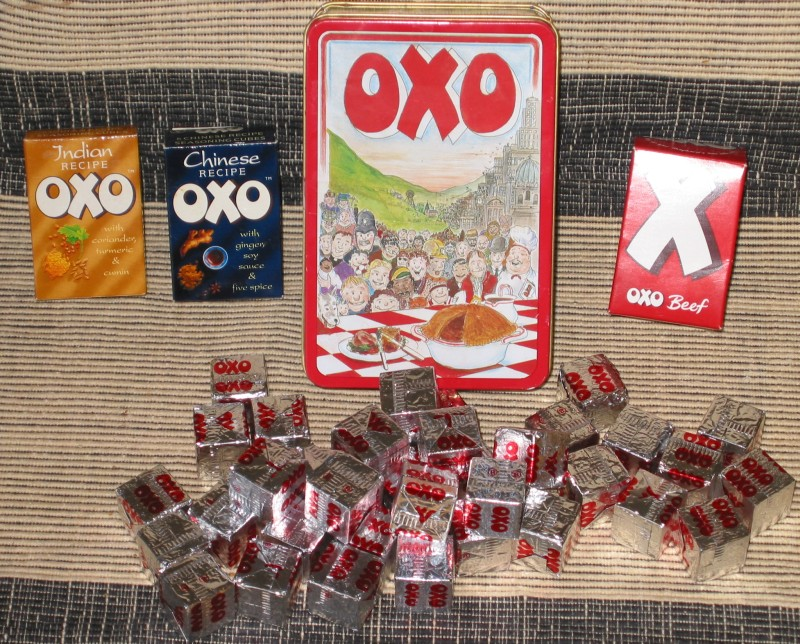
Alcuni prodotti della Oxo.

Oxo è un marchio di diversi prodotti alimentari, principalmente dadi, erbe, spezie e lieviti. I mercati di riferimento sono il Regno Unito ed il Sudafrica. Nel primo la produzione è affidata alla Premier Foods mentre nel secondo la manifattura è curata dalla Mars Inc.